# Koźliny (województwo pomorskie)
Koźliny (niem. Güttland) – wieś w Polsce położona w województwie pomorskim, w powiecie gdańskim, w gminie Suchy Dąb na obszarze Żuław Gdańskich. W skład sołectwa wchodzi również osada Ptaszniki.
Wieś należąca do Żuław Steblewskich terytorium miasta Gdańska położona była w drugiej połowie XVI wieku w województwie pomorskim. W latach 1975–1998 miejscowość administracyjnie należała do województwa gdańskiego.

## Historia
Wioska pierwotnie była wzmiankowana jako dwie osady rozdzielone Motławą: Kösslin, posiadająca krzyżacki dokument lokacyjny z 1353 roku oraz Jetlun (Jetland, Jedlin), późniejsze Güttland, wspomniana w roku 1373 w związku z nadaniem ziemi Janowi Leszczschkaw.
Na początku XVI wieku wieś, określana w źródłach dalej podwójną nazwą, stanowiła jeden organizm administracyjny.
Przynależność administracyjna na przełomie wieków:
- od około 1310 – własność krzyżacka komturii gdańskiej,
- od 1454 – własność miasta Gdańsk,
- od 1793 – własność skarbu pruskiego,
- od 1807 – ponownie własność miasta Gdańsk,
- od 1814 – ponownie własność skarbu pruskiego,
- od 1920 – należała do Wolnego Miasta Gdańska.
- od zakończenia II wojny światowej w granicach Polski.

Od 1920 miejscowość znajdowała się na granicy polsko-gdańskiej (sekcja D). Znajdowało się tu przejście graniczne (jedno z 3 na sekcji) i całodobowy punkt kontroli celnej dla ruchu pieszego i samochodowego. Po stronie polskiej kontrola graniczna realizowana była przez Policję Państwową i funkcjonariuszy Straży Granicznej w Czatkowach.
1 września 1939 nad ranem przejechała tędy jedna kompania i pięć wozów pancernych SS - Heimwehr Danzig, atakujących Tczew z zamiarem zajęcia mostów wiślanych.
W Koźlinach urodził się Max Halbe, dramaturg niemiecki, Honorowy Obywatel Miasta Gdańska.
Od 2003 patronem szkoły podstawowej w Koźlinach jest ks. prałat Józef Waląg, kapłan archidiecezji lwowskiej i gdańskiej, kapelan AK i WiN, organizator obrony ludności polskiej przez atakami UPA, działacz społeczny.

## Zabytki
Według rejestru zabytków NID na listę zabytków wpisane są:
- murowano-szachulcowy kościół filialny pw. MB Różańcowej z 1353, nr rej.: 213 z 11.08.1962 (gotycko-barokowy)
- szachulcowy spichrz przy domu nr 45, k. XVIII w., nr rej.: 257 z 27.09.1962.

Miejscowy kościół został zbudowany około połowy XIV wieku w stylu gotyckim. Na przełomie XV i XVI wieku został przebudowany. Wieża w konstrukcji szachulcowej została wzniesiona w latach 1684-1686. Posiada schodkowy szczyt z okulusami, nad schodkiem centralnym barokowy naczółek. XVII wieczna kruchta podwyższona ryglową wieżyczką z hełmem dzwonowo-iglicznym. Kościół jest siedzibą parafii rzymskokatolickiej Matki Bożej Różańcowej, należącej do dekanatu Żuławy Steblewskie w archidiecezji gdańskiej.
Zachował się czytelny i nie przekształcony układ dawnego przejścia granicznego, obejmujący budynki, resztki polskiej zapory przeciwpancernej, a nawet rów graniczny.
2 czerwca 2018 w czasie rekonstrukcji historycznej odsłonięto tablicę pamiątkową, upamiętniającą przebieg granicy przez wieś.

## Zobacz też

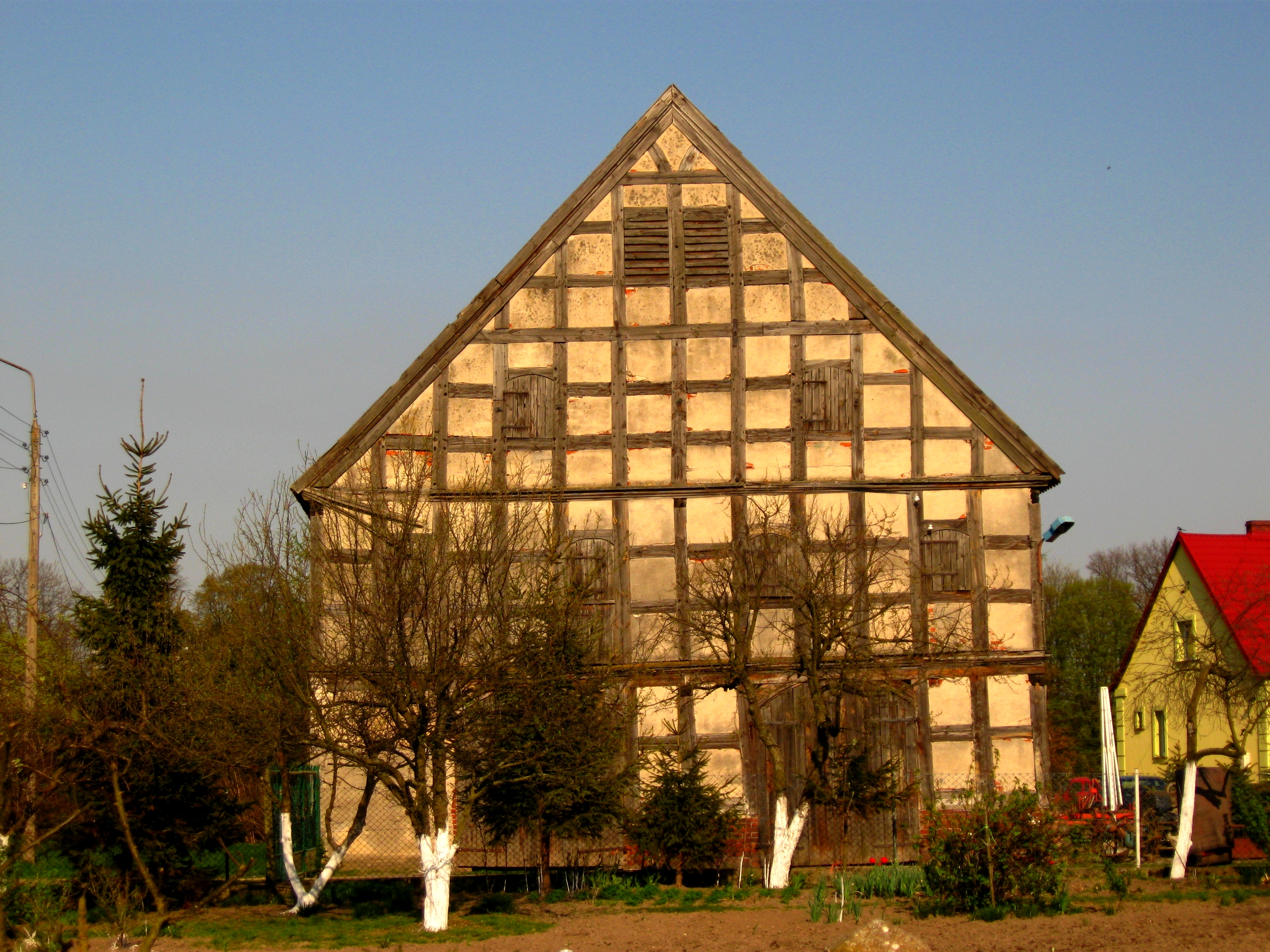
Szachulcowy spichrz